# Halvar Moritz
Halvar Moritz (ur. 21 czerwca 1906, zm. 21 listopada 1993) – szwedzki biegacz narciarski, brązowy medalista mistrzostw świata. Jego największym sukcesem jest brązowy medal zdobyty w sztafecie podczas mistrzostw świata w Wysokich Tatrach w 1935 roku. Obok niego w szwedzkiej sztafecie pobiegli: Erik August Larsson, Martin Matsbo i Nils-Joel Englund.

## Osiągnięcia

### Mistrzostwa świata
| Miejsce | Dzień     | Rok  | Miejscowość   | Konkurencja             | Czas biegu | Strata | Zwycięzca         |
| ------- | --------- | ---- | ------------- | ----------------------- | ---------- | ------ | ----------------- |
| 29.     | 15 lutego | 1935 | Wysokie Tatry | 18 km stylem klasycznym | 1:27:50    | ?      | Klaes Karppinen   |
| 9.      | 17 lutego | 1935 | Wysokie Tatry | 50 km stylem klasycznym | 4:14:23    | +29:13 | Nils-Joel Englund |
| 3.      | 18 lutego | 1935 | Wysokie Tatry | Sztafeta 4x10 km        | 2:42:30    | +4:23  | Finlandia         |